# Границите на растежа
„Границите на растежа“ е доклад от 1972 г. относно експоненциалния икономически растеж и нарастване на населението при ограничен ресурс, изследван чрез компютърна симулация. Финансиран от Фондация „Фолксваген“ и по поръчка на Римския клуб, резултатите от проучването за първи път са представени на международни срещи в Москва и Рио де Жанейро през лятото на 1971 година:с. 186 Авторите на доклада са Donella H. Meadows, Dennis L. Meadows, Jørgen Randers и William W. Behrens III, представляващи екип от 17 изследователи.:с. 8
От публикуването му са закупени около 30 милиона копия от книгата на 30 езика. Тя продължава да генерира дебати и е била предмет на няколко последващи публикации. Неотдавна, 30-годишната актуализация беше публикувана през 2004 г.

## Предназначение
При възлагането проекта на екипа на MIT Римският клуб има две цели::с. 185
1. Получаване на прозрения и ограничения за световната система, които поставят лимит на човешката популация и активност.
2. Идентифициране и изучаване на доминиращите елементи и техните взаимодействия, които влияят върху дългосрочното поведение на световните системи.

## Методология
Изследването използва компютърния модел на World3, за да симулира последствията от взаимодействията между земята и човешките системи. Моделът се основава на работата на Jay Forrester от Масачузетския технологичен институт,:с. 21 както е описано в книгата World Dynamics.
Моделът се основава на пет променливи: „население, производство на храни, индустриализация, замърсяване и потребление на невъзобновяеми природни ресурси“.:с. 25 По време на проучването всички тези променливи се увеличават и се предполага, че ще продължат да растат експоненциално, докато способността на технологията за увеличаване на ресурсите нараства само линейно. Авторите възнамеряват да проучат възможността за устойчив модел на обратна връзка, който да бъде постигнат чрез промяна на тенденциите на растеж между петте променливи по три сценария. Те отбелязват, че техните прогнози за стойностите на променливите във всеки сценарий са били предвиждания „само в най-ограничен смисъл на думата“ и са само индикации за поведенческите тенденции на системата. Два от сценариите показват „превишаване и срив“ на глобалната система от средата до последната част на 21 век, докато третият сценарий доведе до „стабилизиран свят“.:с. 11

### Експоненциален индекс на резервите
Ключова идея в Ограниченията на растежа е схващането, че ако процентът на използване на ресурсите се увеличава, размерът на резервите не може да се изчисли просто като се вземат текущите известни резерви и се раздели на текущата годишна употреба, както обикновено се прави за получаване на статичен индекс. Например, през 1972 г. количеството на хромните резерви е 775 милиона тона, от които годишно се добиват 1,85 милиона метрични тона. Статичният индекс е 775/1,85 = 418 години, но темпът на потребление на хром нараства с 2,6% годишно или експоненциално.:с. 54 – 71 Ако вместо да приемем постоянен темп на използване, се прави предположение за постоянен темп на растеж от 2,6% годишно, ресурсът ще продължи
{\displaystyle {\frac {\ln(1+0,026\times 418)}{0,026}}\approx {\text{95 години}}}
Като цяло, формулата за изчисляване на количеството на оставащото време за ресурс с растеж постоянна консумация:
{\displaystyle y={\frac {\ln((r\times s)+1)}{r}}}
където:
y = останали години;
r = 0,026, непрекъснатата скорост на растеж на смесване (2,6%).
s = R/C или статичен резерв.
R = резерв;
C = (годишна) консумация.
Авторите изброяват редица подобни експоненциални индекси, като сравняват текущите резерви с текущите резерви, умножени с коефициент пет.

## Заключения
След преглед на техните компютърни симулации изследователският екип стигна до следните заключения::с. 23 – 24
1. Предвид сегашния темп на развитие, т.е. без промени в историческите тенденции на растеж, ограниченията за растеж на земята ще станат очевидни до 2072 г., което ще доведе до „внезапен и неконтролируем спад както на населението, така и на промишления капацитет“.
2. Съществуващите тенденции на растеж през 1972 г. могат да бъдат променени, за да може да се постигне устойчива екологична и икономическа стабилност.
3. Колкото по-скоро хората в света започнат да се стремят към втория резултат по-горе, толкова по-голям е шансът да го постигнат.[12]